# Fiat 500 America
La edición especial, limitada y numerada Fiat 500 America fue presentada en 2011 en el Salón del Automóvil de Bolonia, inicialmente con la denominación Fiat 500 Nation America, para celebrar la comercialización desde 2011 del Fiat 500 en Estados Unidos. Ya en 2012 y con la denominación definitiva diferentes unidades fueron mostradas en 2012 en el Salón del Automóvil de Ginebra. Solo 500 unidades con carrocería tipo berlina y 500 unidades con carrocería descapotable fueron comercializadas en exclusiva en ciertos países europeos. Toda la serie se presenta asociada al motor 1.2 FIRE de 69 CV. El 500 America se puso a la venta en marzo de 2012.

## Características

### Exterior
Exteriormente le berlina se distingue por un exclusivo color azul americano, línea lateral blanca y roja, llantas de aleación de 16 pulgadas con detalles en rojo, acabados en cromo y espejos retrovisores mostrando las barras y estrellas presentes en la bandera de los Estados Unidos. Mientras, la carrocería descapotable se comercializó en color blanco de tres capas, línea lateral azul y roja, capota roja, llantas de aleación de 16 pulgadas con detalles en azul, acabados en cromo y los mismos retrovisores vistos en la versión berlina.

### Interior
En el interior de ambas carrocerías el salpicadero y el volante son blancos, mientras que los asientos son bitono siguiendo la misma temática: blancos y rojos. La placa identificativa de la serie, en aluminio y mostrando el número de unidad secuencialmente del 1 al 500, se ubica en la parte exterior del pilar central.

## Comercialización
Para comercializar la primera unidad de la serie, Fiat organizó una puja a través de Twitter que pudo ser seguida en directo desde el Salón del Automóvil de Ginebra mediante pantallas situadas en el stand de Fiat. La acción de marketing, ideada por la agencia Hagakure y desarrollada por las agencias Leo Burnett y ARC Worldwide, fue ganada con una puja de 15.165 € por una ciudadana alemana residente en Hamburgo, que recogió en Turín la unidad 1/500 personalizada con su nombre de usuario de Twitter en la placa identificativa.